# Lauttasaari (ö i Lappland, Norra Lappland, lat 69,14, long 28,75)
Lauttasaari är en ö i Finland. Den ligger i sjön Nammijärvi och i kommunen Enare i den ekonomiska regionen Norra Lappland och landskapet Lappland, i den norra delen av landet, 1 000 km norr om huvudstaden Helsingfors. Öns area är 9 hektar och dess största längd är 0,6 kilometer i sydöst-nordvästlig riktning.